# Umba (Russland)
Umba (russisch У́мба) ist eine Siedlung städtischen Typs in der Oblast Murmansk in Russland mit 5532 Einwohnern (Stand 14. Oktober 2010).

## Geographie
Der Ort liegt etwa 250 km Luftlinie südlich des Oblastverwaltungszentrums Murmansk an der Südküste der Kola-Halbinsel, wenig nördlich des Polarkreises. Er befindet sich östlich der Mündung des namensgebenden Flusses Umba in die Kandalakscha-Bucht des Weißen Meeres.
Umba ist Verwaltungszentrum des Rajons Terski sowie Sitz der Stadtgemeinde (gorodskoje posselenije) Umba. Zu dieser gehören neben der Siedlung das Dorf Oleniza (50 km südöstlich an der Küste) sowie die im Inland gelegenen Ortschaften (nasseljonny punkt) Indel (50 km nordöstlich) und Wostotschnoje Munosero (40 km nordnordöstlich), die bei der Volkszählung 2010 keine ständigen Einwohner mehr hatten.

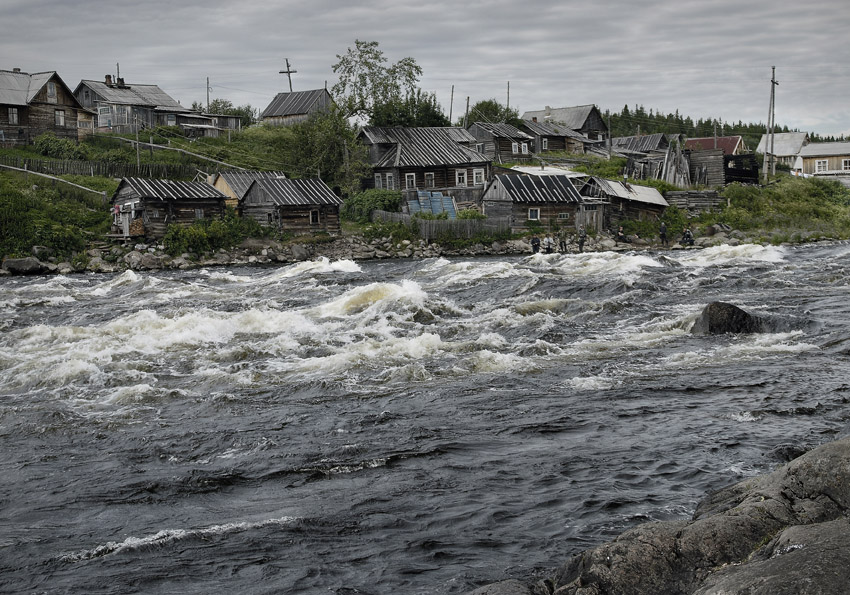
Alt-Umba
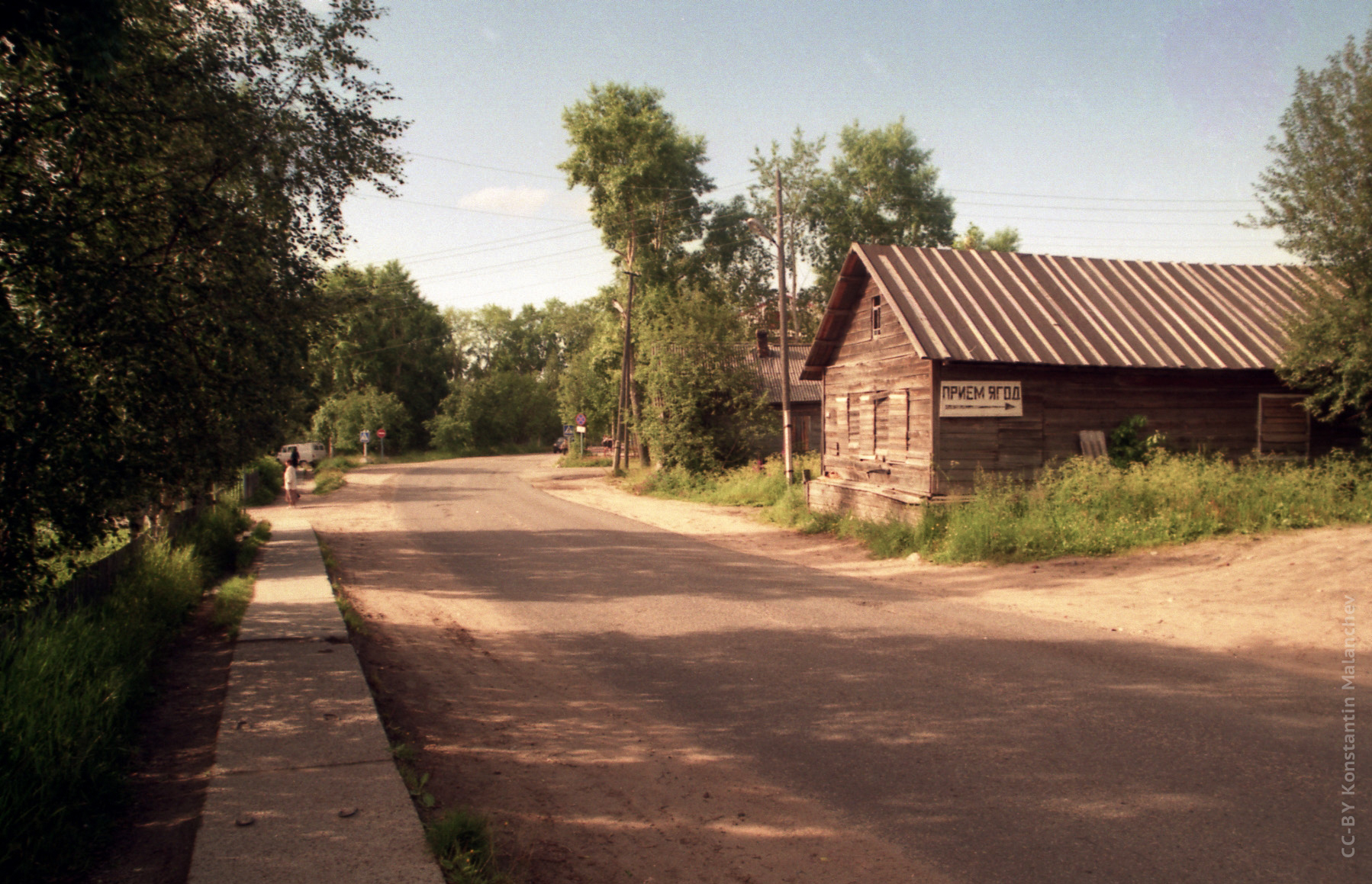
Straße in Umba mit Beerenankaufsstelle
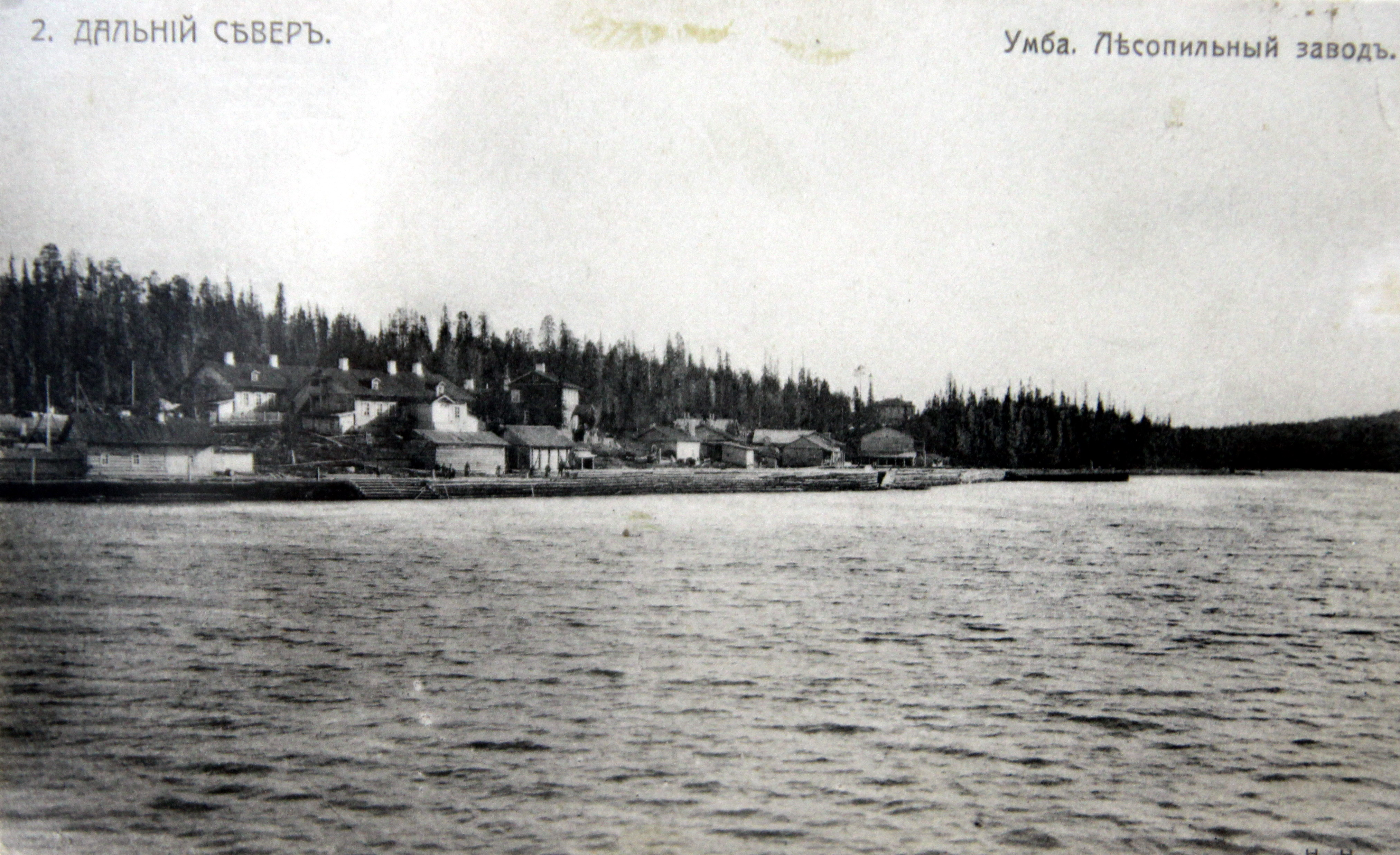
Sägewerk an der Umba zu Beginn des 20. Jahrhunderts

## Geschichte
Das Pomorendorf Umba am rechten Flussufer wurde als eine der ältesten Ansiedlungen auf der Kola-Halbinsel 1466 erstmals urkundlich erwähnt. In Folge war es dem Solowezki-Kloster unterstellt.
1769 beobachtete hier Jean-Louis Pictet den Venustransit.
1898 ließ der Industrielle Beljajew in der Nähe ein Sägewerk errichten; die zugehörige Siedlung erhielt den Namen Lesnoi (von russisch les für „Wald“ oder auch „Holz“). 1927 wurde die Siedlung Verwaltungssitz eines neu geschaffenen Rajons, 1930 erhielt sie den Status einer Siedlung städtischen Typs.
In den 1960er-Jahren wurden Siedlung und Dorf unter dem alten Namen Umba vereinigt. Inoffiziell wird das Dorf als Staraja Umba („Alt-Umba“), die etwa zwei Kilometer östlich gelegene Siedlung als Nowaja Umba („Neu-Umba“) bezeichnet.

### Bevölkerungsentwicklung
| Jahr | Einwohner |
| ---- | --------- |
| 1939 | 5196      |
| 1959 | 8950      |
| 1970 | 7268      |
| 1979 | 7699      |
| 1989 | 8309      |
| 2002 | 6497      |
| 2010 | 5532      |

Anmerkung: Volkszählungsdaten

## Verkehr
Nach Umba führt die Regionalstraße 47K-010, die etwa 100 km nordwestlich bei Kandalakscha von der föderalen Fernstraße R21 Kola Sankt Petersburg – Murmansk abzweigt. Weiter nach Osten vorwiegend entlang der Küste verläuft die Straße als 47K-011 weitere circa 100 km bis zum Dorf Warsuga, dem zweitgrößten Ort des Rajons.
In Kandalakscha befindet sich an der Murmanbahn Sankt Petersburg – Murmansk auch die nächstgelegene Bahnstation.
Östlich der Siedlung liegt ein kleiner Flughafen (ICAO-Code UMLA).